# Can Ferran (Corçà)
Can Ferran és una obra de Corçà (Baix Empordà) inclosa a l'Inventari del Patrimoni Arquitectònic de Catalunya.

## Descripció
Masia situada als afores del poble de Casavells, és de dues plantes i altell. És del segle xviii, les estructures portants estan construïdes amb pedra i morter de calç, mentre que la coberta que és a dues aigües està feta amb teules àrabs.

## Història
Actualment l'edifici està en males condicions.